# Bree (imię)
Bree – żeńskie imię pochodzenia celtycko-irlandzkiego spokrewnione z imionami Brygida (Bridget), Brianna i Sabrina. Występuje też w wariantach Breehan i Brighe.

## Osoby noszące imię Bree
- Bree Despain (ur. 1979) – amerykańska pisarka
- Bree Schaaf (ur. 1980) – amerykańska bobsleistka

Postacie fikcyjne
- Bree Daniels – główna bohaterka filmu Klute (1971)
- Bree Van de Kamp – jedna z głównych bohaterek serialu Gotowe na wszystko